# Elegia del naufragio
La cosiddetta Elegia del naufragio di Archiloco è, forse, l'unico componimento integro del giambografo di Paro a noi pervenuto.
μεμφόμενος θαλίηις τέρψεται οὐδὲ πόλις·

τοίους γὰρ κατὰ κῦμα πολυφλοίσβοιο θαλάσσης

ἔκλυσεν· οἰδαλέους δ᾽ ἀμφ᾽ ὀδύνηισ᾽ ἔχομεν

πνεύμονας. ἀλλὰ θεοὶ γὰρ ἀνηκέστοισι κακοῖσιν,

ὦ φίλ᾽, ἐπὶ κρατερὴν τλημοσύνην ἔθεσαν

φάρμακον. ἄλλοτε τ᾽ ἄλλος ἔχει τάδε· νῦν μὲν ἐς ἡμέας

ἐτράπεθ᾽͵ αἱματόεν δ᾽ ἕλκος ἀναστένομεν͵

ἐξαῦτις δ᾽ ἑτέρους ἐπαμείψεται. ἀλλὰ τάχιστα

τλῆτε γυναικεῖον πένθος ἀπωσάμενοι.»
si rallegra di festa, né la città;

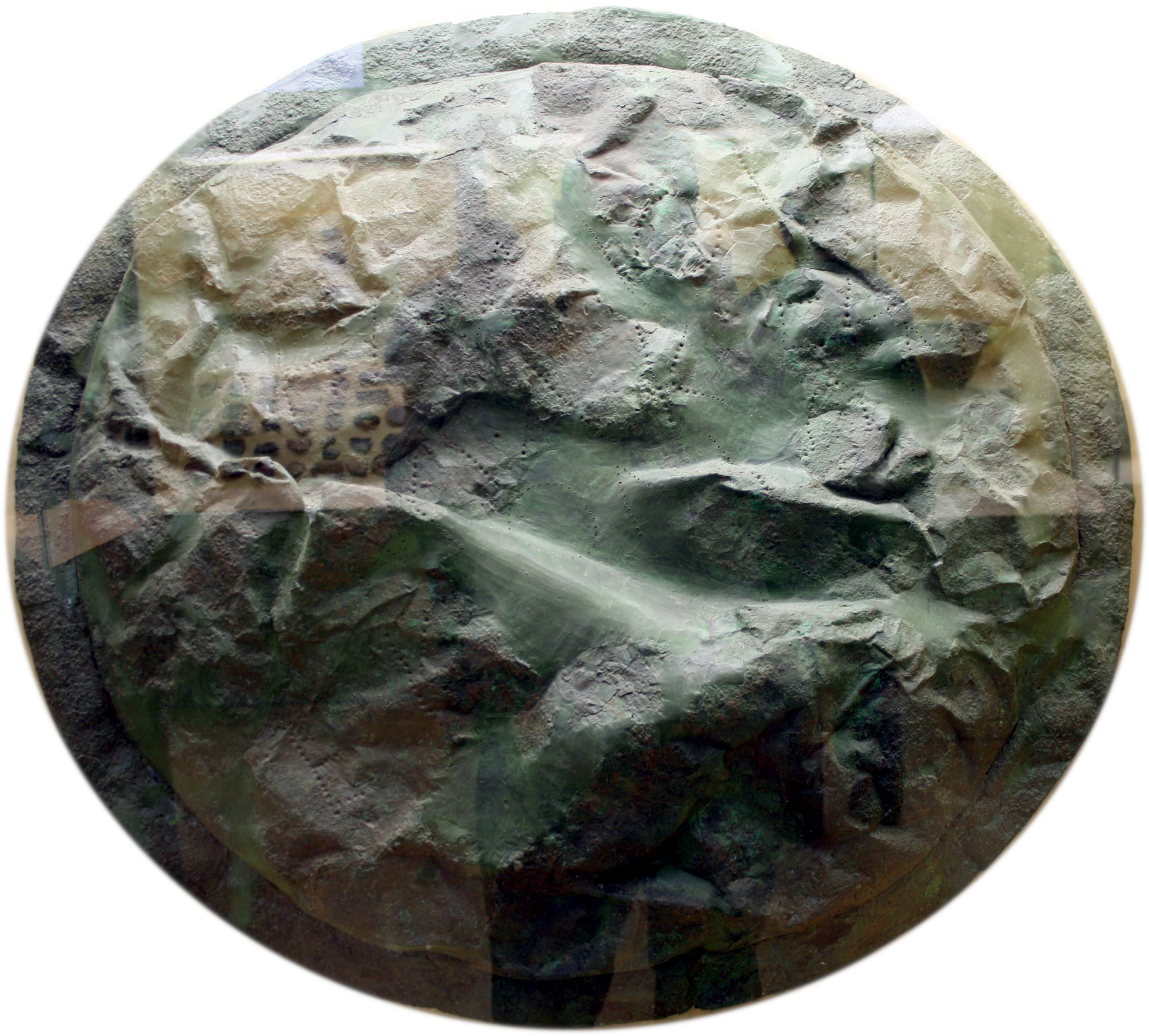
Scudo di un oplita spartano (425 a.C.) - Museo dell'antica agorà ad Atene.

infatti tali sono quelli che l’onda del mare sonoro

inghiottì e per il dolore abbiamo gonfi

i polmoni. Ma gli dei, infatti, per i mali incurabili,

amico, diedero la virile rassegnazione

come cura; or l’uno, or l’altro ha questo; ora a noi

tocca e piangiamo la ferita sanguinosa,

ma toccherà a loro volta ad altri; però subito

sopportate scacciando il lutto da femmine.»
(Trad. A. D'Andria)
Il frammento, in distici elegiaci, è una riflessione, all'amico Pericle, sulle vittime di un naufragio, in cui era morto il marito della sorella del poeta. Nonostante l'apparente elemento gnomico tradizionale della saggezza dei forti, Archiloco mostra la sua soggettività ammonendo, tra le righe, che il dolore capita a tutti.